# Караарча (притока Акбулаку)
Караарча, Караарчасай (узб. Qoraarcha — «Чорна арча (ялівець)») — річка в Бостанлицькому районі Ташкентського вілояту Республіки Узбекистан. Ліва притока річки Акбулак.

## Опис

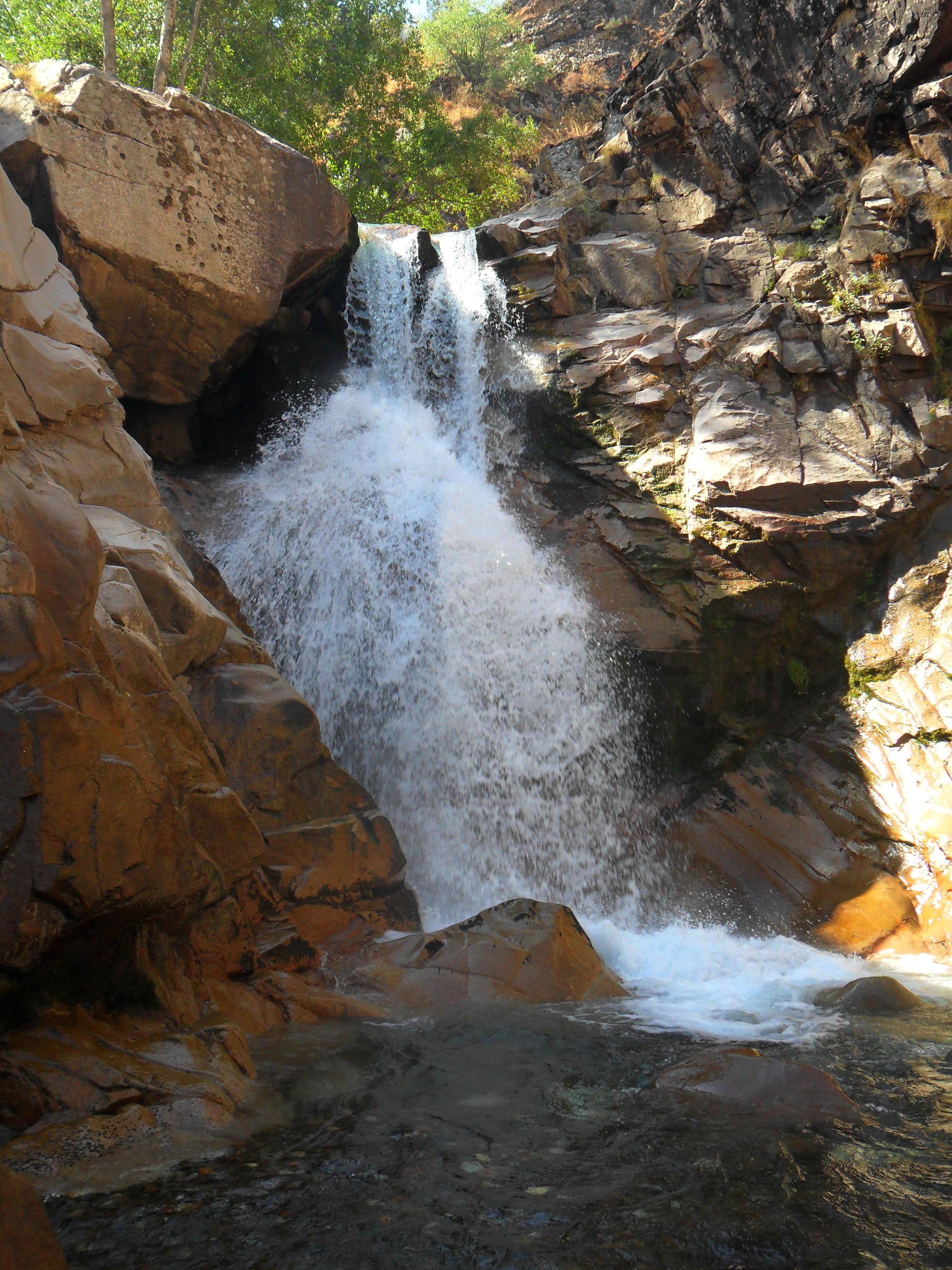
Водоспад на річці Караарча

Караарча народжується з поєднання двох джерел на східному схилі гори Карангур, рівень витоку всього на 30 метрів нижче від рівня гребеня. У верхній течії має переважний напрямок на північний схід, протікає по вузькій і глибокій долині. В середній течії, набравши води з приток, змінює напрямок течії на західний. У середній течії Караарча протікає через скельний каньйон (тіснини) утворений з одного боку відрогами Чимгана, а з іншого — стінками столової гори Пулатхан. У нижній течії Караарча протікає по прикордонній території.
Долини Караарчі та її приток містять чимало водоспадів скульптурного типу. Під час тектонічного підняття території ерозія розкрила неоднорідні за міцністю гірські породи, що послужило причиною утворення перегинів русла Караарчі.
Караарча не пересихає круглий рік, найвищий рівень води на початку весни. В цей період річка стає бурхливою, переправи небезпечними (відомі смертельні випадки).

## Притоки

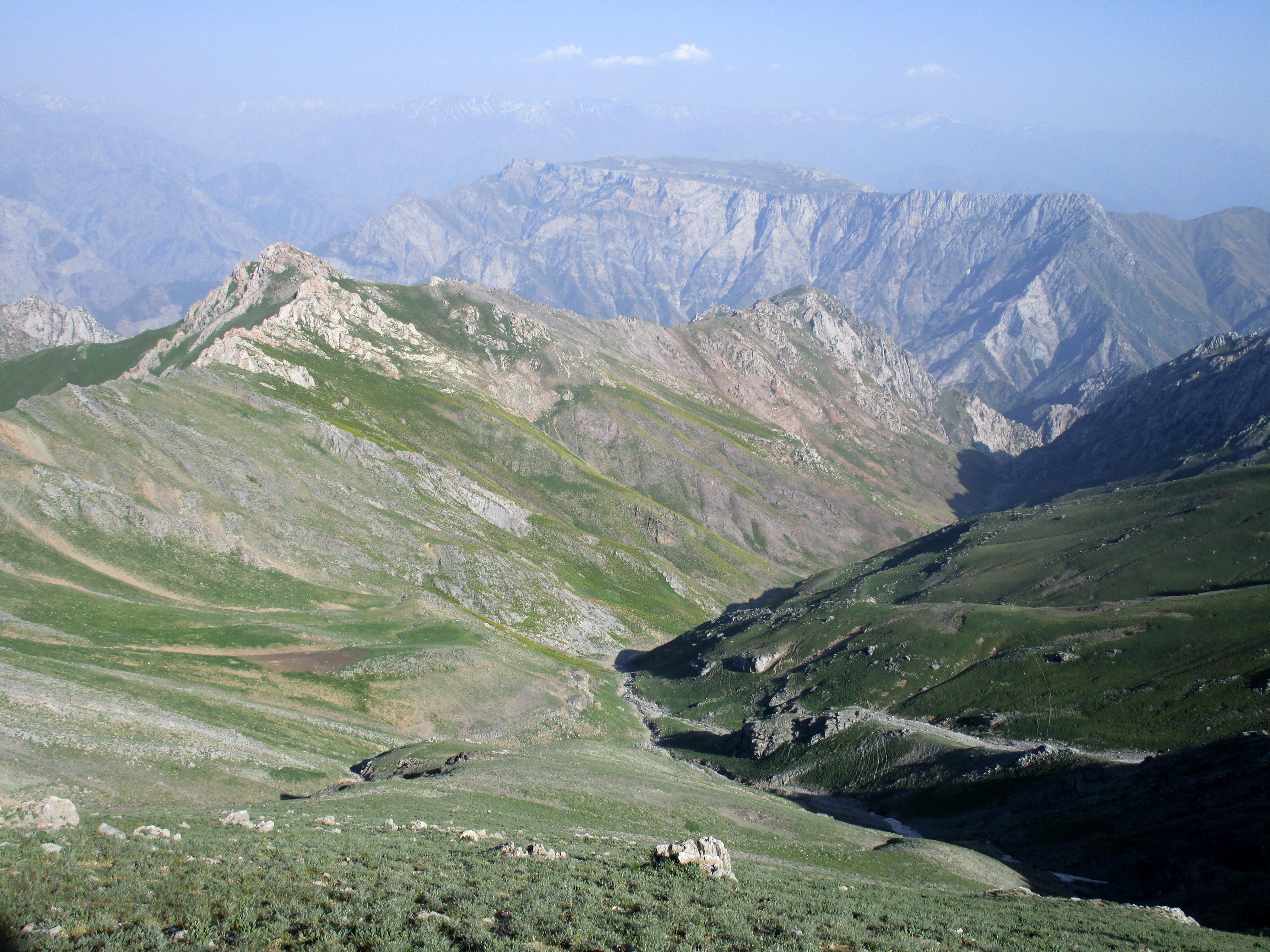
Долина Чолмироба, притоки Караарчі

Караарча приймає значну кількість приток, як сезонних, так і цілорічних. Притоки зліва стікають з хребтів Минджилки, Джар; з відрогів гір Великий Чимган і Мисливський. Притоки праворуч стікають з хребта Карангур, а також з плато Пулатхан.
Найбільшими притоками є Чолмироб (витоки знаходяться біля Великого Чимгана і біля перевалу Тахта) і Айновчукурсай (витоки близько перевалів Комсомолець і Сипучий) — обидва ліворуч.

## Рослинний і тваринний світ
Караарча протікає територією Угам-Чаткальского національного парку.
У Караарче добре ловиться різноманітна риба: форель, маринка, осман (піднімаються до першого великого водоспаду). Долина Караарчі в середній і нижній течії рясніє плодовими деревами (яблуні, алича), заростями дикого винограду й ожини. Наявність кормової бази і рідка відвідуваність людьми, приваблюють сюди ведмедів. В середній і нижній течії Караарчі зустрічаються зарості верби і беріз.
Верхів'я Караарчі розташовані на висоті понад 2500 м, з відповідною екосистемою. Навесні на схилах буйна альпійська рослинність, багато тюльпанів, є гриби. Близькість людини (пастухи з отарами) у весняний і літній час відлякує великих тварин. Основними жителями околиць є гризуни (зокрема бабаки Мензбіра).

## Освоєння людиною
На схилах, що оточують Караарчу у верхній течії, випасають худобу. Середня і нижня течія, в силу своєї відносної недоступності, зберігають первозданну природу і відвідуються тільки туристами. Основна туристична стежка спускається з перевалу Тахта по вододілу між річками Караарча і Чолмироб. Відвідування ділянки Караарчі біля гирла ускладнене через близькість до державного кордону.
В радянський час біля впадіння Караарчі, через Акбулак був підвішений трос з люлькою, за допомогою якого можна було переправитися через бурхливий Акбулак. Переправа розширювала туристичну привабливість Караарчі, сприяючи проходженню маршрутів уздовж русла до самого гирла.